# 森本蘭
森本 蘭（もりもと らん、1967年11月23日 - ）は、日本のモデル、タレント、実業家。Lino Model Agency代表。
1989年ユニチカスイムウェアキャンペーンモデル、CanCamモデルを務めた。

## 来歴
東京都生まれ。駒澤大学文学部英米文学科卒業。大学では体育会ゴルフ部に所属し、女子キャプテンをつとめた。1988年、週刊朝日（6月10日号）の表紙を水着で飾る。
1989年、ユニチカ水着キャンペーンモデルに選ばれる。歴代モデルには風吹ジュン、夏川結衣、内田有紀、本上まなみ、米倉涼子などがいる。89年、水着各社のキャンペーンモデルは田島都（帝人）、田代みゆき（東洋紡）、山本美穂（旭化成）。
ファッション雑誌『CanCam』専属モデルを6年間つとめる。ほか、テレビ番組、CM、ファッションショーなどに出演。1996年秋から1年間、NYでもモデルとして活動。ナウファッションエージェンシーを経て、オスカープロモーションに所属し活躍。1990年時、T170、B83.W60.H87。
結婚後、NYに約10年、その後ハワイに在住。オアフ島で3人の娘を育てる。
2013年にモデル復帰。
2014年6月、モデル事務所「Lan Enterprises, LLC」を設立し代表となる。9月、モデル部門としてLino Model Agencyを登録。

## 家族
- 父・森本葵は、元800m日本記録保持者、1964年東京オリンピック日本代表。駒澤大学名誉教授。
- 妹・森本鶴は、1994年広島アジア大会サッカー日本代表。

## 主な出演
- 1990年、住友商事海外向けカレンダー
- 『笑っていいとも』
- TBSゴルフ番組レギュラー
- 千趣会カタログ